# (1187) Afra
(1187) Afra ist ein Asteroid des Hauptgürtels, der am 6. Dezember 1929 von dem deutschen Astronomen Karl Wilhelm Reinmuth an der Landessternwarte Heidelberg-Königstuhl der Universität Heidelberg entdeckt wurde.
Der Namensvorschlag stammt von Gustav Stracke.